# Поштански број
Поштански број представља низ бројки (у неким земљама и слова) који дефинишу једно доставно насељено подручје. Коришћење поштанског кода настаје са првом употребом машина за сортирање и разврставање, што обухвата механизовано и аутоматизовано дељење и усмеравање пошиљака. Прву пут поштански код примењује пошта Западне Немачке 1960. године, али убрзо затим многе националне поште прихватају овај систем обележавања пошиљака. Данас готово све земље света користе поштански код изузев Северне Ирске, Панаме и Хонгконга. 
Поштански код може бити: алфабетски, нумерички и алфа-нумерички.

## Алфабетски поштански код
Алфабетски поштански код састављен је из слова, која су заступљена у називу одредишне поште и адреси пошиљке. Обично се код састоји од два или више слова. Данас се овај тип кода ретко примењује.

## Алфа-нумерички код
Алфа-нумерички код је савршенији вид кода и састављен је од слова и бројева. Због своје сложености данас се ређе примењује. Земље у којима се данас примењује овакав тип кода су :
- Аргентина
- Бермуди
- Брунеј
- Канада
- Јамајка
- Малта
- Холандија
- Уједињено Краљевство
- Венецуела

## Нумерички код
Нумерички код је шифра састављена искључиво од бројева. Овакав поштански број је састављен од 4 до 7 бројки, који могу имати различите комбинације. Највећи број националних поштанских управа решило је поштански код са 4 и 5 бројки. Све бројке, или комбинације бројки у поштанском броју имају одређено значење. Значење појединачног броја, одређује се на основу редоследа и мјеста бројки у низу са леве на десну страну поштанског кода. Овај тип поштанског кода је најраспрострањенији.